# مقاطعة فرونتير (نبراسكا)
مقاطعة فرونتير (بالإنجليزية: Frontier County)‏ هي إحدى مقاطعات ولاية نبراسكا في الولايات المتحدة الأمريكية.